# Valderas
Valderas è un comune spagnolo di 2 050 abitanti situato nella comunità autonoma di Castiglia e León.